# Ueckermünde
Ueckermünde est une ville allemande située dans l'arrondissement de Poméranie-Occidentale-Greifswald du Land de Mecklembourg-Poméranie-Occidentale.

## Géographie
Ueckermünde se situe à l'embouchure de l'Uecker dans la lagune de Szczecin, est donc une petite station balnéaire fréquentée.

## Histoire
Elle a obtenu le droit de Magdebourg des mains de Barnim Ier le Bon.

## Jumelages

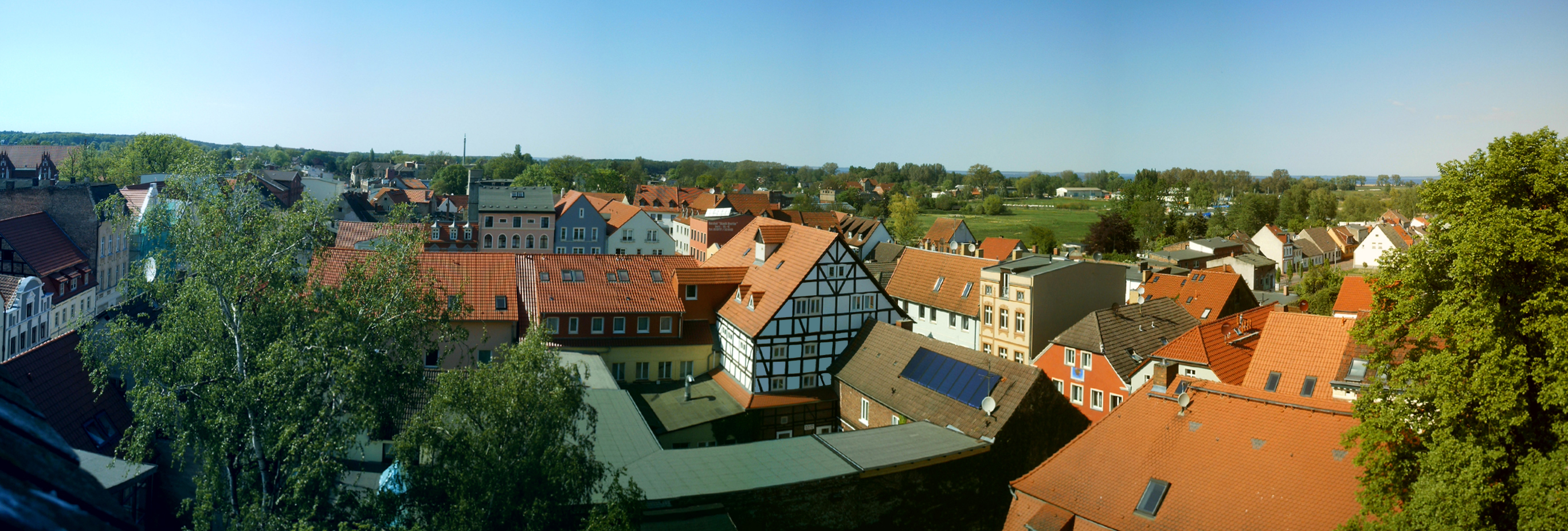
Panorama de la vieille ville

- Nowe Warpno (Pologne)
- Pattensen (Allemagne)
- Sande (Allemagne)

## Personnalités liées à la commune
- Frédéric VII Magnus de Bade-Durlach (1647-1709), margrave de Bade-Durlach né à Ueckermünde.
- Theodor Johannes Krüper (1829-1921), ornithologue né à Ueckermünde.
- Ben Zucker (1983-), chanteur né à Ueckermünde.